# Lenakel
Lenakel (Lenakel Tannese) pleme s Vanuatua na otoku Tanna, danas oko 9.000 pripadnika. Zajedno s drugim plemenima na Tanni politikom detribalizacije kolektivno nazivani 'Tanna people'. Domorodački jezik pod pritiskom je engleskog, francuskog i bislama (melanezijski pdžin engleski).  Narod je tradicionalno živio u bambusovim kućama s krovovima prekrivenim lišćem kokosa. 
Jam, manioka, taro i slatki krumpir glavne su kulture i glavna hrana Lenakel domorodaca. Postoji vjera u čovjeka-duha poznatog kao tîpuunîs nalik manituu američkih Algonkina. Tako imamo tîpuunîs-čovjeka za kišu ,za rast bilja i za svako vrijeme. 
Ime Lenakel danas nosi gradić na otoku Tanna.

## Vanjske poveznice
- Foto galerija
- Joshua Project Lenakel
- Popis naroda  Arhivirana inačica izvorne stranice od 27. travnja 2006. (Wayback Machine)